# Kōzan-ji (Shimonoseki)

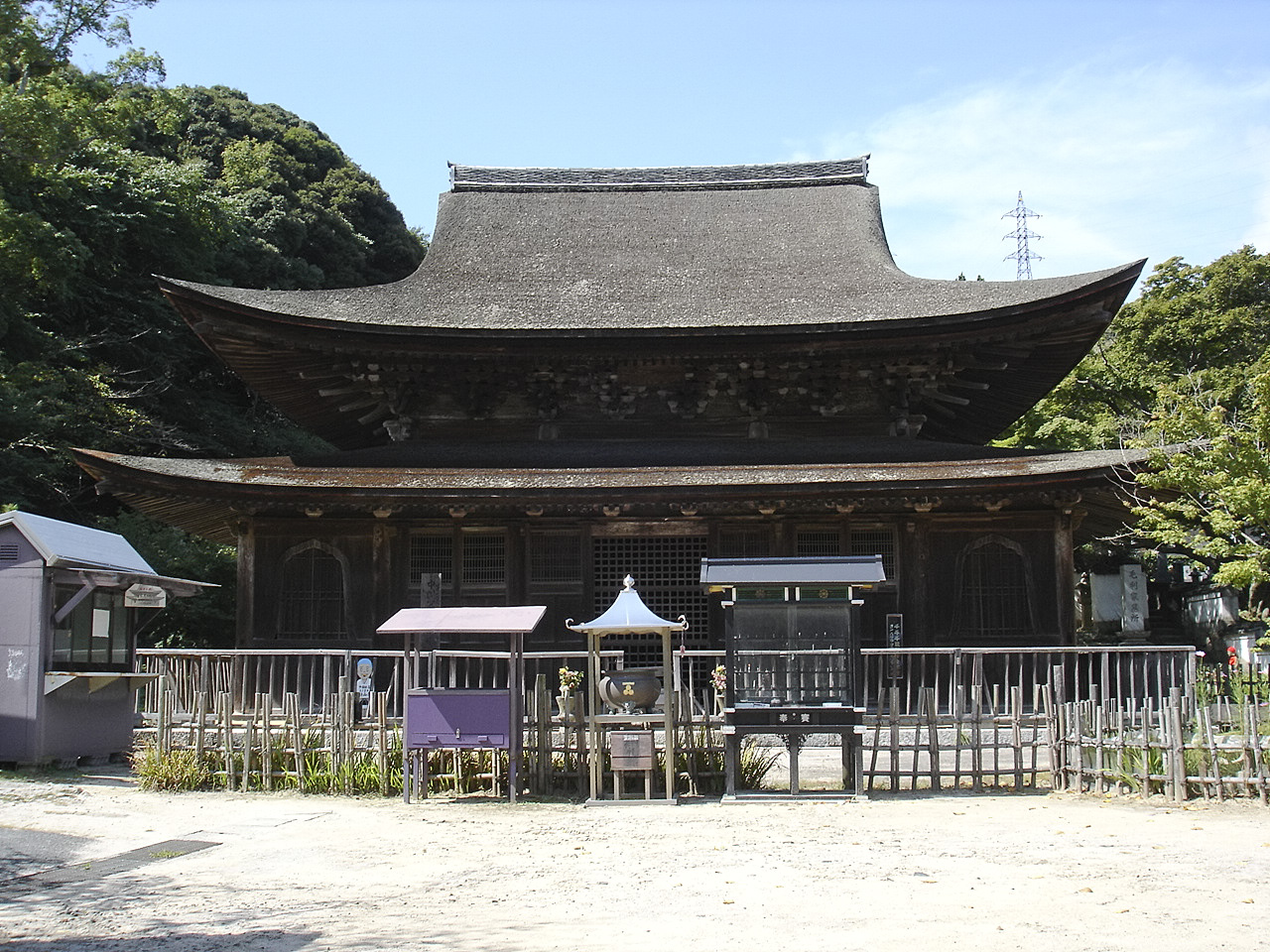
Butsuden

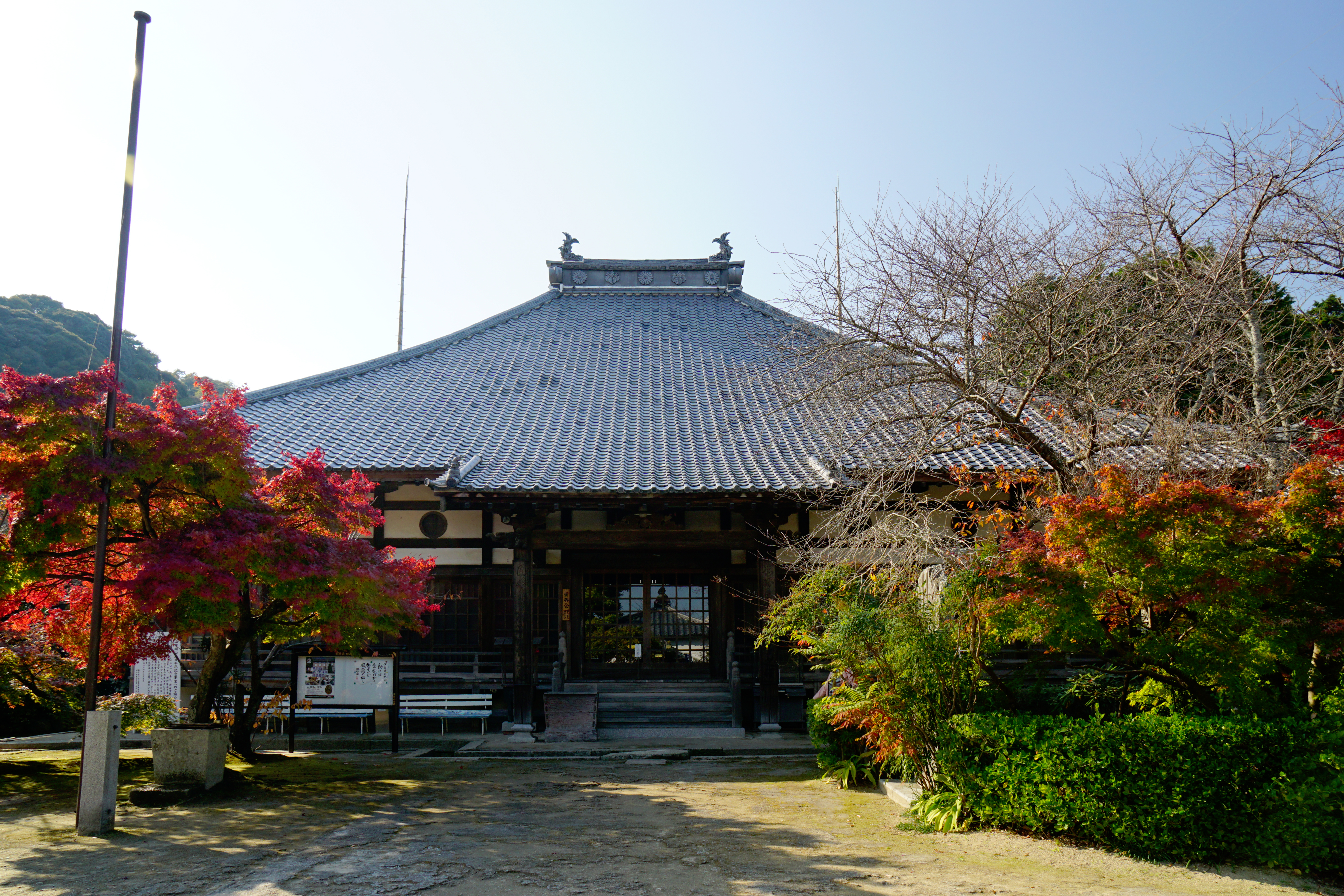
Hattō

Le Kinzan Kōzan-ji (金山功山寺) est un temple bouddhiste de la secte Rinzai situé à Shimonoseki, préfecture de Yamaguchi au Japon. Il a été fondé par Kyoan Genjaku en 1327.
Le butsuden de Kōzan-ji, achevé en 1320, est un trésor national du Japon. 
L'architecture du temple de style zenshūyō « style zen »), combine des caractéristiques propres aux architectures chinoises et japonaises. C'est le plus ancien bâtiment conçu dans le style Zenshūyō encore existant au Japon. 
Le Kinzan Kōzan-ji est le dix-neuvième temple sur la route du pèlerinage de Chūgoku Kannon.

## Bâtiments
- Butsuden - trésor national du Japon; construit en 1320.
- Sanmon - reconstruit en 1773.
- Shoin
- Hattō
- Kyōzō - reconstruit en 1799.

## Source de la traduction
- (en) Cet article est partiellement ou en totalité issu de l’article de Wikipédia en anglais intitulé « Kōzan-ji (Shimonoseki) » (voir la liste des auteurs).